# Racibórz

Bandera de Racibórz

Racibórz és la segona ciutat al sud de Polònia, a la regió de Silèsia i és la capital del poviat de Racibórz. En el 2008 tenia 56.727 habitants.